# Kwantyfikator egzystencjalny
Kwantyfikator egzystencjalny, kwantyfikator mały, kwantyfikator szczegółowy – kwantyfikator oznaczający, że istnieje takie podstawienie zmiennej, dla którego dane twierdzenie (funkcja zdaniowa) jest prawdziwe.
Stosuje się dwie postacie graficzne:
{\displaystyle \exists x:\phi (x)} (zapis ten jest związany z angielskim zwrotem „there exists”)
oraz
{\displaystyle \bigvee _{x}\phi (x).}
W obu przypadkach czyta się „istnieje takie {\displaystyle x,} dla którego zachodzi {\displaystyle \phi (x)}”.
Gdy formuła wymaga ustalenia zakresu dla zmiennej, np.:
{\displaystyle \exists x:(x\in \mathbb {A} \land \phi (x))}
{\displaystyle \bigvee _{x}(x\in \mathbb {A} \land \phi (x))}
to używa się uproszczonej notacji:
{\displaystyle \exists x\in \mathbb {A} :\phi (x)}
{\displaystyle \bigvee _{x\in \mathbb {A} }\phi (x)}
I czyta się „dla pewnego {\displaystyle x} należącego do zbioru {\displaystyle \mathbb {A} } zachodzi {\displaystyle \phi (x)}”.
Jeżeli {\displaystyle X=\{x_{0},x_{1},\dots ,x_{n}\}} jest skończonym podzbiorem (niekoniecznie właściwym) argumentów {\displaystyle \phi (x)} to:
{\displaystyle \exists x\in \mathbb {X} :\phi (x)\equiv \phi (x_{0})\lor \phi (x_{1})\lor \cdots \lor \phi (x_{n})}
Zanegowany kwantyfikator egzystencjalny staje się kwantyfikatorem ogólnym i na odwrót:
{\displaystyle \neg \exists x:\phi (x)=\forall x:\neg \phi (x)}
{\displaystyle \neg \forall x:\phi (x)=\exists x:\neg \phi (x).}

## Kwantyfikator jednoznaczności
Stosowany bywa również zapis:
{\displaystyle \exists !\,x\in \mathbb {A} :\phi (x)}
oznaczający „istnieje dokładnie jedno x z A, dla którego zachodzi {\displaystyle \phi (x)}”. Jest to kwantyfikator jednoznaczności który może zostać łatwo zredukowany do podstawowych kwantyfikatorów:
{\displaystyle \exists x{\Bigl (}\phi (x)\land \forall y(\phi (y)\Rightarrow y=x){\Bigr )}}